# Zuppeld
Zuppeld is een woonwijk in de Nederlandse plaats Heerde, met circa 3000 inwoners.
De wijk is grotendeels gerealiseerd in de jaren 90 en ligt ten westen van het centrum van Heerde (Heerde-West). Aan de rand van Zuppeld zijn twee basisscholen gevestigd. Langs de wijk loopt de snelweg A50. In Zuppeld staan twee-onder-een-kapwoningen, rijenhuizen en vrijstaande huizen.